# جامي بيس
جامي بيس (بالإنجليزية: Jamie Pace)‏ (1 يناير 1977 بلندن في المملكة المتحدة - ) هو لاعب كرة قدم مالطي في مركز الوسط. شارك مع منتخب مالطا لكرة القدم. أما مع النوادي، فقد لعب مع سلايما واندريرز ونادي بالزان ونادي فاليتا وساتون يونايتد وكارشالتون أثلتيك ونادي مارساشلوك وبارتون روفرز وTooting & Mitcham United F.C. ‏ وPietà Hotspurs F.C. ‏.

## وصلات خارجية
- جامي بيس على موقع الاتحاد الدولي (مؤرشف)  (الإنجليزية)
- جامي بيس على موقع الاتحاد الأوربي (الإنجليزية)
- جامي بيس على موقع قاعدة بيانات كرة القدم.إي يو (الإنجليزية)
- جامي بيس على موقع ناشيونال فوتبول تيمز (الإنجليزية)
- جامي بيس على موقع Soccerbase.com (لاعب) (الإنجليزية)
- جامي بيس على موقع عالم كرة القدم.نت (الإنجليزية)